# Ubmasluoppal
Ubmasluoppal, enligt tidigare ortografi Upmasluoppal, är en sjö i Gällivare kommun i Lappland och ingår i Luleälvens huvudavrinningsområde. Sjön har en area på 0,38 kvadratkilometer och ligger 467,6 meter över havet. Sjön avvattnas av vattendraget Ubmasjåhkå.

## Delavrinningsområde
Ubmasluoppal ingår i det delavrinningsområde (752716-155525) som SMHI kallar för Mynnar i Akkajaure. Medelhöjden är 533 meter över havet och ytan är 11,07 kvadratkilometer. Räknas de 10 avrinningsområdena uppströms in blir den ackumulerade arean 301,96 kvadratkilometer. Ubmasjåhkå som avvattnar avrinningsområdet har biflödesordning 2, vilket innebär att vattnet flödar genom totalt 2 vattendrag (Stora Luleälven, Luleälven) innan det når havet efter 375 kilometer. Avrinningsområdet består mestadels av skog (79 procent). Avrinningsområdet har 0,99 kvadratkilometer vattenytor vilket ger det en sjöprocent på 8,9 procent.